# Alison Jackson
Alison Jackson, née le 14 décembre 1988 à Vermilion, est une coureuse cycliste canadienne. Elle court pour la formation EF Education-Tibco-SVB.

## Biographie
Elle commence le cyclisme à l'âge de dix-neuf ans dans le cadre du triathlon. Elle a fréquenté la Trinity Western University et y étudie la kinésiologie. Elle pratique la course à pied et le triathlon avant de se tourner vers le cyclisme.
En 2015, elle devient professionnelle au sein de la formation Twenty16-Ridebiker.
L'année suivante, au Trophée d'Or, elle devance au sprint Élise Delzenne lors de la troisième étape. Au Tour de l'Ardèche, elle se classe deuxième du sprint de la première étape derrière Katarzyna Pawłowska. Sur la sixième étape, elle attaque peu après le village de Cléon-d'Andran, dans la descente. Elle passe en tête au col de la Grande Limite avec une minute d'avance. Elle gagne finalement avec un peu plus d'une minute d'avance sur le peloton. Elle remporte le classement des sprints de l'épreuve.

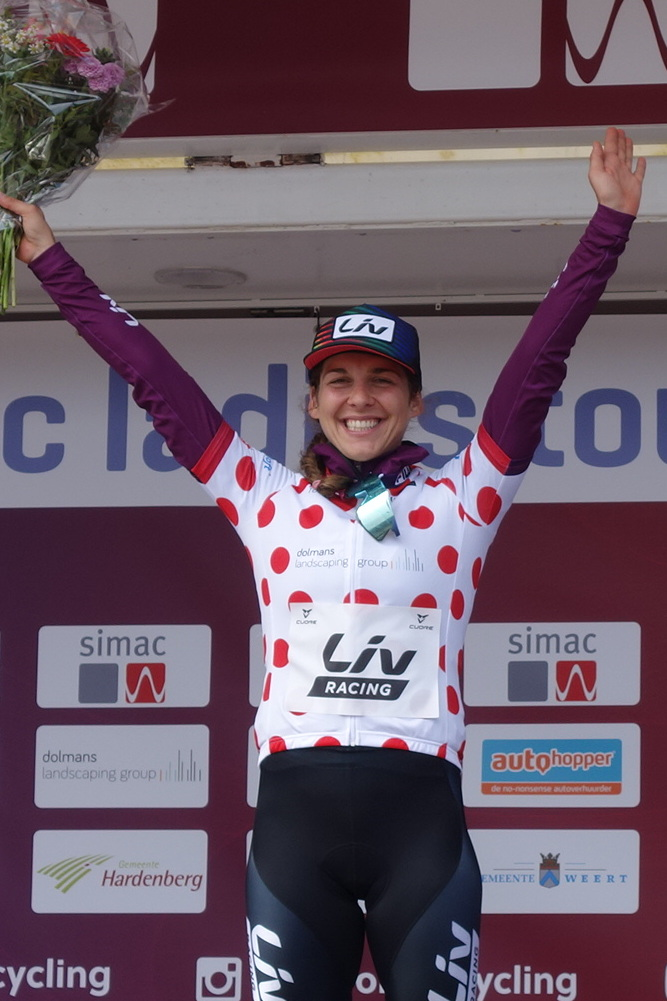
Alison Jackson gagne la première étape du Simac Ladies Tour

Sur À travers les Flandres, dans la côte de Trieu, soit à trente-six kilomètres de l'arrivée, Annemiek van Vleuten et Katarzyna Niewiadoma sortent du peloton. Alison Jackson tente de revenir mais sans succès. Elle se classe cinquième de la course. Au Tour de Norvège, Alison Jackson est troisième de la deuxième étape au sprint. Au Simac Ladies Tour, Alison Jackson attaque sur la première étape à cent-sept kilomètres de l'arrivée.  Elle est rejointe huit kilomètres plus loin par Maëlle Grossetête et Nina Buysman. Leur avance atteint deux minutes à soixante-huit kilomètres de la fin. Buysman perd le contact sur ses compagnons d'échappée aux dix kilomètres. Le duo de tête se dispute la victoire au sprint. Alison Jackson s'impose et prend la tête du classement général. Elle réalise le doublé contre-la-montre, course en ligne aux championnats du Canada.

## Palmarès sur route

### Par années
- 2015
  -  Championne du Canada du critérium
  - 1re étape de la Redlands Bicycle Classic
- 2016
  - 2e et 3e étapes de la Valley of the Sun Stage Race
  - 1re étape du Trophée d'Or
  - 6e étape du Tour de l'Ardèche
  - 2e du Tour de Murrieta
  - 3e de la White Spot Delta Road Race
  - 10e de la Philadelphia Cycling Classic
- 2017
  - 1re étape de la Semana Ciclista Valenciana (contre-la-montre par équipes)
  - 3e du championnat du Canada sur route
- 2018
  - Clarendon Cup
  - 2e du Grand Prix cycliste de Gatineau
  - 6e du Grand Prix de Plouay
  - 9e du Tour de Norvège
  - 10e du Tour du Guangxi
- 2019
  - Tour de Delta
  - 2e étape du Tour d'Écosse
  - 2e du Tour d'Écosse
  - 2e du Tour du Guangxi
- 2020
  - 9e des Trois Jours de La Panne
- 2021
  -  Championne du Canada sur route
  -  Championne du Canada du contre-la-montre
  - 1re étape du Simac Ladies Tour
  - 6e du championnat du monde sur route
  - 8e du Simac Ladies Tour
- 2022
  - 2e du Drentse 8 van Westerveld
  - 2e du championnat du Canada sur route
  - 2e du championnat du Canada du critérium
  - 8e du Simac Ladies Tour
- 2023
  - Paris-Roubaix
  -  Médaillée d'argent du championnat panaméricain sur route
  - 2e de la Clásica de Almería
  - 2e du Gastown Grand Prix
  - 2e du Grand Prix cycliste de Gatineau
  -  Médaillée de bronze du championnat panaméricain du contre-la-montre
- 2024
  - 2e étape de La Vuelta Femenina
- 2025
  -  Championne du Canada sur route
  - Gracia Orlová : 
    - Classement général
    - 2e étape

  - 5e de Paris-Roubaix
  - 7e de l'Amstel Gold Race

### Résultats sur les grands tours

#### Tour de France
3 participations :
- 2023 : 108e
- 2024 : 105e
- 2025 : 113e

#### Tour d'Espagne
1 participation :
- 2024 : 63e, vainqueure de la 2e étape

### Classements mondiaux
| Année                                 | 2014 | 2015 | 2016 | 2017 | 2018 | 2019 | 2020 | 2021 | 2022 | 2023 | 2024 |
| ------------------------------------- | ---- | ---- | ---- | ---- | ---- | ---- | ---- | ---- | ---- | ---- | ---- |
| Classement UCI                        | 516e | 139e | 85e  | 104e | 43e  | 36e  | 74e  | 31e  | 64e  | 29e  | 150e |
| UCI World Tour                        |      |      | 97e  | 63e  | 49e  | 32e  | 47e  | 41e  | 59e  | 55e  | 129e |
|                                       |      |      |      |      |      |      |      |      |      |      |      |
| Légende : nc = non classéSource : UCI |      |      |      |      |      |      |      |      |      |      |      |